# Éric Prodon
Éric Prodon (ur. 27 czerwca 1981 w Paryżu) – francuski tenisista.

## Kariera tenisowa
Karierę tenisową Prodon rozpoczął w 2000 roku, a zakończył w 2014 roku.
W grze pojedynczej Francuz wygrał siedem turniejów rangi ATP Challenger Tour, a w deblu odniósł jedno zwycięstwo w zawodach tej kategorii.
W rankingu gry pojedynczej Prodon najwyżej był na 83. miejscu (22 sierpnia 2011), a w klasyfikacji gry podwójnej na 436. pozycji (11 czerwca 2012).